# Xã East St. Clair, Quận Bedford, Pennsylvania
Xã East St. Clair (tiếng Anh: East St. Clair Township) là một xã thuộc quận Bedford, tiểu bang Pennsylvania, Hoa Kỳ. Năm 2010, dân số của xã này là 3.048 người.